# Parathroscinus magnus
Parathroscinus magnus is een keversoort uit de familie dwergpilkevers (Limnichidae). De wetenschappelijke naam van de soort werd in 1990 gepubliceerd door David P. Wooldridge.